# Radu Rebeja
Radu Rebeja (Chișinău, 8 giugno 1973) è un ex calciatore moldavo, di ruolo centrocampista.
È uno dei calciatori con il maggior numero di presenze con la nazionale moldava (74), nelle cui file ha militato per 17 anni.

## Palmarès

### Club
- Campionato moldavo: 7

Zimbru Chisinau: 1992, 1992-1993, 1993-1994, 1994-1995, 1995-1996, 1997-1998, 1998-1999
- Coppa di Moldavia: 2

Zimbru Chisinau: 1996-1997, 1997-1998

### Individuale
- Calciatore moldavo dell'anno: 1

2006